# Yucca rupicola
Yucca rupicola är en sparrisväxtart som beskrevs av Scheele. Yucca rupicola ingår i släktet palmliljor, och familjen sparrisväxter. Inga underarter finns listade i Catalogue of Life.

## Bildgalleri

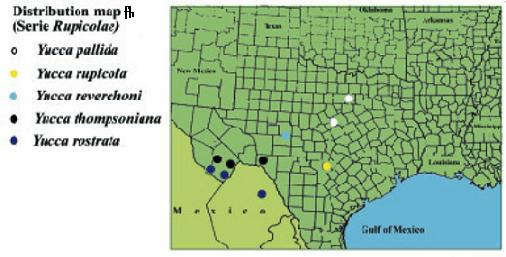